# خانه جوان
خانه جوان مربوط به دوره پهلوی است و در دزفول، محله قلعه واقع شده و این اثر در تاریخ ۱۷ اسفند ۱۳۸۱ با شمارهٔ ثبت ۷۵۸۲ به‌عنوان یکی از آثار ملی ایران به ثبت رسیده است.